# Ray Chapman
Raymond Johnson Chapman (ur. 15 stycznia 1891 w Beaver Dam, zm. 17 sierpnia 1920 w Nowym Jorku) – amerykański baseballista, przez całą karierę zawodnik Cleveland Indians.
Chapman urodził się w Beaver Dam (Kentucky) 15 stycznia 1891 i dorastał w Herrin w Illinois. Do Major League trafił w 1912 jako zawodnik Cleveland Indians.
Chapman jest drugim i jak do tej pory ostatnim zawodnikiem Major League Baseball, który zmarł wskutek obrażeń odniesionych w trakcie meczu (pierwszym był Doc Powers). Podczas meczu rozgrywanego 16 sierpnia 1920 roku, Carl Mays (zawodnik New York Yankees), rzucił piłkę, która trafiła prosto w głowę Chapmana; zmarł dzień później w szpitalu. W efekcie śmiertelnego wypadku Chapmana, Major League Baseball uznała za konieczne noszenie kasków, choć nakaz wprowadzono dopiero 30 lat później.